# Велике герцогство Баденське
Велике герцогство Баденське (нім. Großherzogtum Baden) — історична держава, що існувала в 1806—1918 роках на території сучасної Німеччини на східному березі річки Рейн. З 1806 по 1813 Велике герцогство Баденське входило у Рейнський союз, з 1815 по 1866 — у складі Німецького союзу, з 1871 Баден став частиною Німецької імперії, до її розпаду після Першої світової війни. Столиця великого герцогства — Карлсруе.

## Назва
- Велике герцогство Баденське (нім. Großherzogtum Baden)
- Велике князівство Баденське (пол. Wielkie Księstwo Badenii, фр. Grand-duché de Bade)

## Створення
Баден постав у ХІІ столітті як Баденське маркграфство і згодом розділився на кілька дрібніших територій, які були об'єднані в 1771 році. У 1803 році Баден був підвищений до курфюрства в складі Священної Римської імперії, з церковними та світськими територіями, приєднаними до нього під час Німецької медіатизації. Після розпаду Священної Римської імперії в 1806 році Баден отримав статус значно розширеного Великого герцогства. У 1815 році у складі Німецького союзу.

## Французька революція і Наполеон
Початок Французьких революційних війн в 1792 році призвів до того, що Баден приєднався до Першої коаліції проти Франції. Конфлікт спустошив сільську місцевість маркграфства. Баден зазнав поразки в 1796 році, коли маркграф Карл Фрідріх був змушений сплатити контрибуцію та поступитися Франції своїми територіями на лівому березі Рейну. У 1803 році, значною мірою завдяки російському цареві Олександру I, Карл Фрідріх здобув Констанцьке князь-єпископство, частину Рейнського Пфальцу та інші менші округи, разом із титулом курфюрст. Потім Баден змінив сторону в 1805 році та воював на боці Франції під проводом Наполеона у Війні третьої коаліції. Франція та її союзники виграли війну, і за Пресбурзьким мирним договором того ж року Баден здобув Брайсгау та інші території Передньої Австрії за рахунок Австрійської імперії. У 1806 році Карл Фредерік приєднався до Рейнської конфедерації, оголосив себе суверенним князем і великим герцогом і здобув додаткові території.
Баден продовжував надавати військову допомогу Франції, і згідно з Шенбруннським договором 1809 року він був винагороджений приєднанням території за рахунок Вюртемберзького королівства. Збільшивши площу Бадена в чотири рази, Карл Фредерік помер у червні 1811 року, і його спадкоємцем став його онук Карл, який був одружений зі Стефанією де Богарне (1789—1860), двоюрідною сестрою першого чоловіка французької імператриці Жозефіни та названої дочки Наполеона.
Кодекс Наполеона був прийнятий в 1810 році і залишався в силі до прийняття Німецького цивільного уложення (Bürgerliches Gesetzbuch) в 1900 році.
Карл воював за свого тестя аж до битви під Лейпцигом в 1813 році, коли він приєднався до Шостої коаліції.

## Баден у Німецькому союзі
У 1815 році Баден став членом Німецького союзу, заснованого Актом від 8 червня, доданим до остаточного акту Віденського конгресу від 9 червня. Однак у поспіху згортання з'їзду не вдалося розв'язати питання про спадкоємність великого герцогства, яке незабаром постане гостро.
Договір від 16 квітня 1816 року, яким було врегульовано територіальні суперечки між Австрією та Баварією, гарантував спадкоємність Баденського Пфальцу королю Максиміліану I Йозефу Баварському після очікуваного вимирання дому Церінгенів. На противагу цьому в 1817 році великий герцог Карл видав прагматичну санкцію (Hausgesetz), проголошуючи графів Гохбергів, питання про морганатичний шлюб між великим герцогом Карлом Фредеріком і Луїзою Гейер фон Гейерсберг (стала графинею Гохберг), здатними успадкувати корону. Між Баварією та Баденом виникла суперечка, яка була вирішена на користь претензій Гохберга лише завдяки договору, підписаному Баденом і чотирма великими державами у Франкфурті 10 липня 1819 року.
Тим часом суперечка мала масштабні наслідки. Щоб забезпечити народну підтримку спадкоємця Гохберга, в 1818 році великий герцог Карл надав великому герцогству, згідно зі статтею XIII Акту про конфедерацію, ліберальну конституцію, згідно з якою було створено дві палати, а їх згода була оголошена необхідною для законодавства та оподаткування. Результат був важливим далеко за межами герцогства, оскільки вся Німеччина спостерігала за конституційними експериментами в південних землях.
У Бадені умови не були сприятливими для успіху. Під час революційного періоду люди повністю підпали під вплив французьких ідей, і це було достатньо проілюстровано настроєм нових палат, які, як правило, моделювали свою діяльність за діяльністю Національного конвенту (1792—1795) у перші дні Французької революції. Крім того, новий великий герцог Людвіг I (правив в 1818—1830 рр.), був непопулярним, а управління перебувало в руках неефективних бюрократів.
У результаті виник глухий кут. Ще до оприлюднення Карлсбадських указів у жовтні 1819 року великий герцог відстрочив засідання палат після трьох місяців непродуктивних дебатів. Реакція, яка послідувала за цим, була такою ж гострою в Бадені, як і в інших місцях Німеччини, і досягла кульмінації в 1823 році, коли через відмову палат голосувати за військовий бюджет великий герцог розпустив їх і стягнув податки на свою користь. У січні 1825 р. під офіційним тиском до палати повернули лише трьох лібералів. Був прийнятий закон, згідно з яким бюджет можна було представити лише кожні три роки, а конституція припинила своє існування.
У 1830 році великого герцога Людвіга змінив його зведений брат, великий герцог Леопольд (правив в 1830—1852), перший з роду Гехбергів. Липнева революція (1830 р.) у Франції не викликала в Бадені хвилювань, але новий великий князь з самого початку виявляв ліберальні тенденції. Вибори 1830 року пройшли без втручання і призвели до повернення ліберальної більшості. У наступні кілька років під керівництвом міністерств, що змінювали один одного, відбулися ліберальні реформи в конституції, кримінальному та цивільному законодавстві, а також в освіті.
У 1832 році приєднання Бадена до прусського митного союзу призвели до матеріального процвітання країни.

## 1849 Баденська революція
До 1847 року радикалізм знову почав піднімати голову в Бадені. 12 вересня 1847 року народна демонстрація, що відбулася в Оффенбурзі, прийняла резолюції з вимогою перетворити регулярну армію на національне ополчення, яке повинно було принести присягу конституції, а також прогресивний прибутковий податок і справедливе регулювання інтересів капіталів і працівників.
Звістка про лютневу революцію 1848 року в Парижі викликала хвилювання. Було проведено численні публічні збори та прийнято Оффенбурзьку програму. 4 березня 1848 р. під впливом народного хвилювання нижня палата прийняла цю програму майже одноголосно. Як і в інших німецьких державах, уряд схилився перед штормом, проголосив амністію та пообіцяв реформи. Міністерство перебудувалося в більш ліберальний бік і послало нового делегата до федерального парламенту у Франкфурті, який мав право голосувати за створення парламенту для об'єднаної Німеччини.
Заворушення, розпалювані республіканськими агітаторами, все ж тривали. Зусилля уряду придушити агітаторів за допомогою федеральних військ призвели до збройного повстання, яке вдалося здолати без особливих труднощів. Повстання під проводом Фрідріха Геккера та Франца Йосифа Трефцгера зазнало поразки під Кандерном 20 квітня 1848 року. Фрайбург, який вони утримували, капітулював 24 квітня, а 27 квітня франко-німецький легіон, який вторгся до Бадена зі Страсбурга, був розбитий під Досенбахом.
Однак на початку 1849 р. питання про нову конституцію відповідно до резолюцій франкфуртського парламенту призвело до серйозніших проблем. Це мало задовольнило радикалів, обурених відмовою другої палати погодитися на їхню пропозицію про скликання установчих зборів 10 лютого 1849 р..
Нове повстання, що спалахнуло, виявилося більш потужним, ніж перше. Військовий заколот у Раштатті 11 травня показав, що армія симпатизує революції, яка була проголошена через два дні в Оффенбурзі. Крім того, 13 травня заколот у Карлсруе змусив великого герцога Леопольда втекти, а наступного дня його міністри втекли за ним. 1 червня комітет парламенту під керівництвом Лоренца Брентано (1813—1891), захопив владу, намагаючись керувати справами до створення тимчасового уряду.
10 червня зібралися установчі збори, які повністю складалися з найрадикальніших політиків. У нього було мало шансів зробити щось більше, ніж виступити з промовами. Країна залишилася в руках озброєного натовпу цивільних і повсталих солдатів. Тим часом Великий герцог Баденський дістався Баварії, вимагаючи збройного втручання Пруссії, яку Берлін задовольнив за умови, що Баден приєднається до Альянсу Трьох Королів.
З цього моменту революція в Бадені була приречена, а разом з нею і революція в усій Німеччині. Прусська армія під командуванням принца Вільгельма (згодом Вільгельма I, німецького імператора) вторглася в Баден у середині червня 1849 року. Побоюючись військової ескалації, Брентано відреагував нерішуче — надто нерішуче для більш радикального Густава Струве та його послідовників, який скинув його і поставив на його місце поляка Людвіка Мерославського (1814—1878).
Мерославський звів повстанців до якогось порядку. 20 червня 1849 року він зустрівся з пруссаками біля Вагойзель і зазнав повної поразки. 25 червня принц Вільям увійшов до Карлсруе, а наприкінці місяця члени тимчасового уряду, які знайшли притулок у Фрайбурзі, розійшлися. Схоплені повстанські керівники, зокрема колишні старшини, були страчені військовими. Прусські війська на деякий час зайняли Баден. Францу Трефцгеру вдалося втекти до Швейцарії. У наступні місяці не менше 80 000 осіб виїхали з Бадена до Америки. Багато з цих мігрантів пізніше братимуть участь у громадянській війні в США на боці Півночі.
Великий герцог Леопольд повернувся 10 серпня і негайно розпустив сейм. Наступні вибори привели до того, що більшість схвалила нове міністерство, яке прийняло низку законів реакційного спрямування з метою зміцнення уряду.

## До Німецької імперії
Великий герцог Леопольд помер 24 квітня 1852 року, його наступником став його другий син, Фрідріх, як регент, оскільки старший, Людвіг II, великий герцог Баденський (помер 22 січня 1858 року), був нездатний правити. Внутрішні справи Бадена протягом наступного періоду не мали загального інтересу.
Великий герцог Фрідріх I (правив у 1856—1907) з самого початку виступав проти війни з Пруссією, але поступився народному невдоволенню політикою Пруссії щодо Шлезвіг-Гольштейнського питання. Уряд пішов у відставку. В австро-прусській війні 1866 року австрійські контингенти під командуванням принца Вільгельма мали дві гострі сутички з прусською армією Майна. Однак 24 липня 1866 року, за два дні до битви біля Вербаху, друга палата звернулася до великого герцога з проханням припинити війну та укласти наступальний і оборонний союз з Пруссією.
Баден оголосив про свій вихід з Німецького союзу і 17 серпня 1866 р. підписав мирний договір і союз з Пруссією. Сам Бісмарк чинив опір приєднанню Бадена до Північнонімецького союзу. Він не хотів давати Наполеону III вагомий привід для втручання, але опозиція Бадена утворенню Південнонімецької конфедерації зробила союз неминучим. Баденська армія взяла помітну участь у франко-прусській війні 1870 року, і саме великий герцог Фрідріх Баденський на історичній асамблеї німецьких князів у Версалі першим привітав короля Пруссії як німецького імператора.

## Культуркампф
Внутрішня політика Бадена, як до, так і після 1870 року, зосереджувалася в основному навколо питання релігії. Підписання 28 червня 1859 року конкордату зі Святим Престолом, який поставив освіту під нагляд духовенства та полегшив створення релігійних інститутів, призвело до конституційного протистояння. Ця боротьба закінчилася в 1863 р. перемогою світських принципів, які зробили комуни відповідальними за освіту, хоча й допустили священників до участі в управлінні. Проте суперечка між секуляризмом і католицизмом не закінчилася. У 1867 році, після того, як Юліус фон Жоллі обійняв посаду прем'єра (1823—1891), відбулося кілька конституційних змін у світському житті: запроваджено відповідальність міністрів, свобода преси та обов'язкова освіта. 6 вересня 1867 року закон зобов'язував усіх кандидатів у священники складати державні іспити. Архієпископ Фрайбурга чинив опір, і після його смерті у квітні 1868 року кафедра залишилася вакантною.
У 1869 році запровадження цивільного шлюбу не вгамувало суперечки, які досягли апогею після проголошення догми про папську непогрішність в 1870 році. У Бадені, як і в решті Німеччини, бушував Культуркампф, і тут, як і скрізь, уряд заохочував утворення старокатолицьких громад. Лише в 1880 році, після падіння уряду Жоллі, Баден примирився з Римом. У 1882 р. архієпископство Фрайбурга було знову поновлено.

## У Німецькій імперії
Тим часом політичні тенденції Бадена віддзеркалювали тенденції всієї Німеччини. У 1892 році націонал-ліберали мали в сеймі більшість лише в один голос. З 1893 року вони могли залишатися при владі лише за підтримки консерваторів, а в 1897 році коаліція католицької партії центру, соціалістів, соціал-демократів і радикалів здобула більшість в парламенті
Серед усіх цих змагань державна поміркованість великого герцога Фрідріха здобула йому загальну повагу.
Відповідно до договору, згідно з яким в 1871 році Баден став невіддільною частиною Німецької імперії, він залишив за собою лише виключне право оподаткувати пиво та спиртні напої. Армія, пошта, залізниці та ведення зовнішніх відносин перейшли під ефективний контроль Пруссії
У своїх стосунках із Німецькою імперією Фрідріх виявився радше великим німецьким дворянином, ніж суверенним герцогом, керованим партикуляристськими амбіціями. Його посада чоловіка єдиної доньки імператора Вільгельма I, Луїзи (з якою він одружився в 1856 році), дала йому особливий вплив у Берліні. Коли 20 вересня 1906 року Великий князь відзначив водночас ювілей свого правління і золоте весілля, вся Європа вшановувала його. Король Едуард VII нагородив його, через герцога Коннотського, кавалером Ордена Підв'язки. Але більш значущою, мабуть, була відзнака Le Temps, провідної паризької газети:
Ніщо так яскраво не демонструє безплідний парадокс наполеонівської праці, як історія Великого князівства. Наполеон який створив цю державу в 1803 році, щоб нагородити в особі маленького маркграфа Бадена, родича імператора Росії. Саме він після Аустерліца збільшив маркграфство за рахунок Австрії; перетворив його на суверенне герцогство і підняв статус до Великого герцогства. Саме він також, шляхом секуляризації, з одного боку, і розчленування Вюртемберга, з іншого, дав великому князю 500 000 нових підданих. Він вважав, що визнання князя та штучне етнічне утворення князівства було б запорукою безпеки Франції. Але в 1813 році Баден приєднався до коаліції, і з тих пір ця нація, створена з різнородних дрібних складових, до якої ми завжди добре ставилися, не переставала брати провідну участь у боротьбі проти нашої країни. Великий герцог Фрідріх, великий герцог з волі Наполеона, заподіяв Франції всю шкоду, яку міг. Але сама французька думка віддає належне чесності його характеру та запалу його патріотизму, і ніхто не здивується повазі, якою Німеччина відчуває себе зобов'язаною оточити його старість.
Великий герцог Фрідріх I помер у Майнау 28 вересня 1907 р. Його наступником став його син, великий герцог Фрідріх II (правив в 1907—1918 рр., помер в 1928 р.). Його дружина, принцеса Гільда Люксембурзька, була популярна через свою підтримку мистецьких починань і лікуванню поранених солдатів під час Першої світової війни.
22 000 промислових робітників у Мангаймі вийшли на страйк у січні 1918 року. Члени гарнізонів Лара та Оффенбурга сформували солдатську раду 8 листопада 1918 року. Вільгельм Енгельберт Йофтерінг заявив, що член запасного батальйону 171, який повернувся з Кіля, ініціював демонстрація. 9 листопада в Мангаймі була створена ще одна солдатська рада.
Партії НЛП, Центр і Прогресивна (FVP) закликали президента Генріха Бодмана піти у відставку 9 листопада через побоювання спалаху насильства в Мангаймі. Того ж дня кайзер Вільгельм II зрікся престолу, а мери Мангайма та Карлсруе сформували комітети соціального забезпечення.
Комітет соціального забезпечення Карлсруе та Ради сформували тимчасовий уряд за визнанням Бодмана 10 листопада. П'ять членів СДПН, двоє незалежних соціал-демократів, двоє центристів і два націонал-ліберали створили уряд. Антон Гайс, голова СДПН у Бадені та віцепрезидент ландтагу, очолив тимчасовий уряд.
З 10 по 14 листопада солдатські ради закликали уряд проголосити республіку та усунути Фрідріха II. Фрідріх II назвав цей уряд неконституційним, але не скасував його і відправив у відставку своїх міністрів. 13 листопада він склав урядові повноваження, а 22 листопада зрікся престолу, поклавши край 600-річному правлінню дому Церінгенів. Він був одним з останніх німецьких монархів, які зреклися престолу. Баденська республіка була утворена 14 листопада, а вибори призначені на 5 січня 1919 року.

## Спадщина
Після Другої світової війни французький окупаційний уряд створив землю Баден, яка спочатку називалася Південний Баден, з південної половини колишнього герцогства, зі столицею Фрайбург; ця область була оголошена в конституції 1947 року справжньою правонаступницею герцогства. Північна половина була об'єднана з північним Вюртембергом, ставши частиною американської окупаційної зони та утворивши землю Вюртемберг-Баден. І Баден, і Вюртемберг-Баден стали землями Західної Німеччини після утворення останньої в 1949 році, але в 1952 році вони об'єдналися один з одним і з Вюртембергом-Гогенцоллерном, який був південним Вюртембергом і колишнім прусським ексклавом, утворивши Баден-Вюртемберг — досі єдине утворення.

## Конституція і уряд
Конституція була прийнята 22 серпня 1814 року і проіснувала з деякими змінами до кінця герцогства.

Велике Герцогство Баден було спадковою монархією з виконавчою владою, наданою Великому герцогу; законодавчу владу поділяли між ним і представницькими зборами (ландтагом), що складалися з двох палат.
Верхня палата містила всіх повнолітніх герцогів правлячої родини, очільників усіх медіатизованих сімей, архієпископа Фрайбурга, президента протестантської євангельської церкви Бадена, заступника від кожного університету та вищої технічної школи, вісім членів, які обираються територіальним дворянством на чотири роки, три представники, які обираються торговельною палатою, два — палатою сільського господарства, один — ремеслами, два мери муніципалітетів і вісім членів (двоє з них — законні посадові особи), призначені у палату великим князем.

Нижня палата складалася з 73 народних представників, з яких 24 обиралися міщанами окремих громад, а 49 — сільськими. Право голосу мав кожен громадянин від 25 років, який не був судимий і не був жебраком. Але вибори були непрямими. Громадяни обирали Wahlmänner (депутатів-виборців), останній обирав представників. Палати збиралися щонайменше кожні два роки. Нижні палати обиралися на чотири роки, половина членів йшла у відставку кожні два роки.
Виконавча влада складалася з чотирьох відомств: внутрішніх, закордонних і великокнязівських справ; фінанси; справедливість; і церковні справи та освіта.
Основними джерелами надходжень були прямі та непрямі податки, залізниці та домени. Залізниці перебували в веденні держави і були єдиним джерелом погашення великого державного боргу, близько 22 мільйонів фунтів стерлінгів.

Верховні суди були в Карлсруе, Фрайбурзі, Оффенбурзі, Гейдельберзі, Мосбаху, Вальдсхуті, Констанці та Мангаймі, апеляції з яких передавалися до Імперського суду (верховний трибунал) у Лейпцигу.

## Населення
На початку 19 століття Баден був маркграфством з площею 3400 км² і населенням 210 000 осіб. Згодом велике князівство придбало більше території, так що до 1905 року воно мало 15 082 км² і населення 2 010 728 осіб. З них 61 % були римо-католиками, 37 % протестантами, 1,5 % євреями, а решта були представниками інших релігій. У той час близько половини населення було сільським, проживаючи в громадах менш ніж 2000; щільність решти була приблизно 130 осіб/км².
Країна була поділена на такі округи:
- Округ Мангайм містив міста Мангайм і Гайдельберг
- Округ Карлсруе містив міста Карлсруе і Пфорцгайм
- Округ Фрайбург-ім-Брайсгау містив місто Фрайбург
- Округ Констанц містив місто Констанц

Столицею герцогства був Карлсруе, а важливі міста, окрім перелічених — Раштат, Баден-Баден, Брухзаль, Лар і Оффенбург. Найщільніше населення було скупчене на півночі та поблизу швейцарського міста Базель. Мешканці Бадена мають різне походження: ті, хто на південь від Мурга, походять від алеманів, а ті, що на північ, від франків, тоді як Швабське плато отримало свою назву від суміжного германського племені (Швабія), яке жило у Вюртемберзі.

## Географія

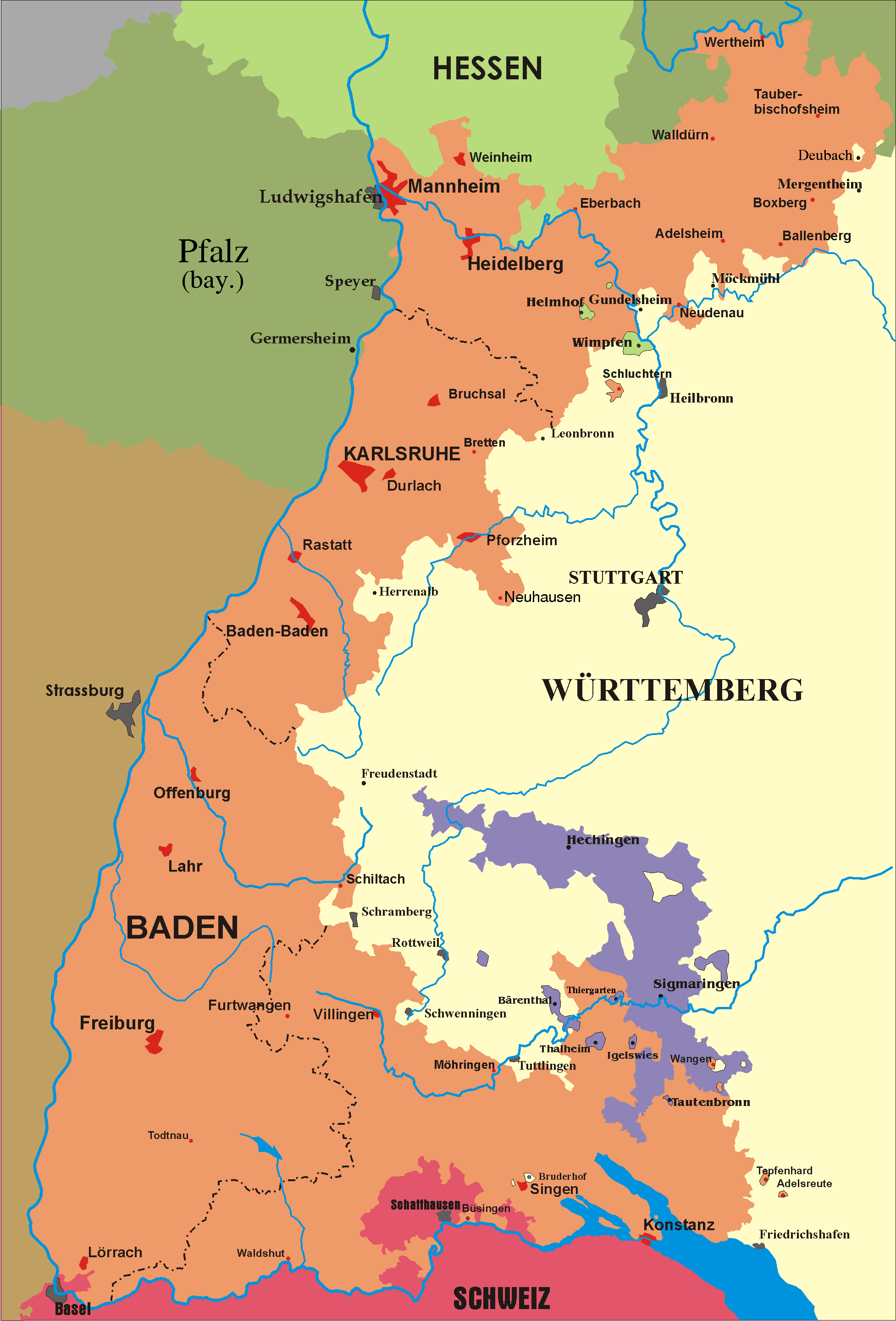
Баден в 1819—1945 рр.:
----
Велике герцогство Баденське
Графство Рейнський Пфальц (складова Баварського королівства)
Велике герцогство Гессенське
Провінція Гогенцоллерн (складова Прусського королівства з 1850 р.)
Вюртемберзьке королівство
----
Французька імперія (королівство в 1814–48, etc)
Швейцарська Конфедерація

Велике герцогство мало площу 15 081 км² і складалося зі значної частини східної половини родючої долини Рейну та гір, які утворюють його кордон.
Найбільшою була гірська частина, яка становила майже 80 % всієї території. Від Боденського озера на півдні до річки Неккар на півночі розташована частина Шварцвальду, яка розділена долиною Кінциг на два райони з різною висотою. На південь від Кінціга середня висота становить 945 м, а найвища вершина, Фельдберг, досягає приблизно 1493 м, тоді як на північ середня висота становить лише 640 м — Горнісгрінде, найвища вершина, не перевищує 1164 м. На північ від річки Неккар знаходиться хребет Оденвальд із середньою висотою 439 м, а в районі Каценбукеля — 603 м. Між Рейном і Драйзамом лежить Кайзерштуль, незалежна вулканічна група, довжиною майже 16 км і шириною 8 км, найвища точка якої становить 536 м.
Більша частина Бадена належить до сточища Рейну, який приймає понад двадцять приток з високогір'я; північно-східна частина території також омивається Майном і Неккаром. Однак частина східного схилу Шварцвальду належить до сточища Дунаю, який тут має джерела у низці гірських потоків. Серед численних озер, які належали герцогству, є Муммельзе, Вільдерзе, Айхенерзе та Шлухзе, а також Боденське озеро.
Через свою фізичну конфігурацію Баден має як екстремальну спеку, так і холоду. Долина Рейну є найтеплішим районом у Німеччині, але у високих висотах Шварцвальду реєструється найбільший холод на півдні. Середня температура в долині Рейну становить приблизно 10 °C, а на високогір'ї — 6 °C. Липень найспекотніший місяць, а січень найхолодніший.